# Amalosia hinesi
Amalosia hinesi (нандеварський зігзаговий гекон) — вид геконоподібних ящірок родини диплодактилідів (Diplodactylidae). Ендемік Австралії. Описаний у 2023 році.

## Поширення й екологія
Нандеварські зігзагові гекони мешкають у лісах на східних схилах Великого Вододільного хребта на крайньому південному сході Квінсленду та на північному сході Нового Південного Уельсу, зокрема в горах Нандевар.